# Domingo Cavallo
Domingo Cavallo (San Francisco, Córdoba tartomány, 1946. július 21. –) argentin közgazda és politikus. 1989-1991 között hazája külügyminisztere, 1991-1996 között, valamint 2001 márciustól decemberig gazdasági minisztere volt.

## Élete
Doktori címet szerzett az Universidad Nacional de Córdoba egyetemen, 1977-ben az Amerikai Egyesült Államokba költözött és a Harvardon közgazda PhD oklevelet szerzett.
Cavallo az úgynevezett Convertibilidad szellemi atyja, mely 1991-ben egy gazdasági program volt, mellyel minisztersége idején sikeresen megküzdött az inflációval, amennyiben a pesot 1:1 arányban az amerikai dollárhoz kötötte. 1996-ban a párton belüli súrlódások a miniszteri székébe kerültek.
2001–ben Fernando de la Rúa kormányzata ismét a gazdasági miniszter posztjára kérte fel Cavallo-t, hogy a kibontakozó gazdasági válságot segítsen megállítani. Azonban már ő sem tudott semmit sem tenni az argentin gazdaság szabadesése ellen. 2001. december 20-án ismét meg kellett válnia hivatalától, erre a nép tüntetései késztették azután, hogy elrendelte valamennyi bankszámla zárlatát (Corralito).
Domingo Cavallo ma az Amerikai Egyesült Államokban él. 2003 és 2004 őszén a Harvard közgazdász vendégprofesszora volt.

## Fordítás
- Ez a szócikk részben vagy egészben  a    Domingo Cavallo  című német Wikipédia-szócikk ezen változatának fordításán alapul.  Az eredeti cikk szerkesztőit annak laptörténete sorolja fel. Ez a jelzés csupán a megfogalmazás eredetét és a szerzői jogokat jelzi, nem szolgál a cikkben szereplő információk forrásmegjelöléseként.